# Apám Napát
Apám Napát, „Potomek vod“, je védské božstvo, jehož íránským protějškem je Apam Napát. Je mu věnován jeden rgvédský hymnus, dva verše v hymnu na Ápah „Vody“ a jinak je zmiňován téměř na třiceti místech Rgvédu. V některých hymnech je ztotožňován s Agnim „Ohněm“, zmiňován je především se Savitarem, Ažou Ekapádem a Ahi Budhnjáou, jindy je ztotožňován s Matarišvanem, který přinesl lidem nebeský oheň. V rgvédském hymnu kterým je věnován – 2.35, je označován za stvořitele světa, je obklopen Vodami, které jej kojí a živí přepuštěným máslem. Je mladý, zlatý, jeho záře je nehynoucí, oděn je bleskem a stále plane, ač bez paliva. V jiných hymnech je zmiňován jeho příbytek: „nejvyšší místo“, ale také lidské příbytky, vody i v klacících na rozdělávání ohně, podobně jako je tomu u Agniho.
Arthur Macdonnel, James Darmesteter a Leopold von Schroeder vykládají Apám Napáta jako oheň v mracích – tedy bleskovou formu Agniho. Naopak podle Hermanna Oldenberga byl původně čistě vodním duchem, který splynul se zcela odlišným Agnim, Alfred Hillebrandt jej zase ztotožnil s měsícem. Georges Dumézil a Jaan Puhvel Apám Napáta považují za protějšek římského Neptuna a irského Nechtana, jež také spojují s motivem „ohně ve vodě“.